# Aleucanitis aksuensis
Aleucanitis aksuensis är en fjärilsart som beskrevs av Fuchs. Aleucanitis aksuensis ingår i släktet Aleucanitis och familjen nattflyn. Inga underarter finns listade i Catalogue of Life.